# Vungu (langue)
Pour les articles homonymes, voir Vungu.
Le vungu, aussi appelé ghivungu, est une langue bantoue parlée par les Vungus au Gabon.